# بلاژنکو لاکوویچ
بلاژنکو لاکوویچ (انگلیسی: Blaženko Lacković؛ زادهٔ ۲۵ دسامبر ۱۹۸۰) بازیکن هندبال اهل کرواسی است.